# Богданов, Иван Петрович
Ива́н Петро́вич Богда́нов (17 [29] августа 1855, Москва — 25 декабря 1932, Москва) — русский жанровый живописец, член Товарищества передвижных художественных выставок.

## Биография
Богданов Иван Петрович родился в Москве в семье портного. C 1878 по 1889 год учился в Московском училище живописи, ваяния и зодчества в мастерской Иллариона Михайловича Прянишникова и Владимира Егоровича Маковского, оказавшего на будущего художника большое влияние.
По окончании училища вместе с В. Е. Маковским участвовал в росписи Храма Христа Спасителя в Борках. С 1891 года экспонент, с 1895 года член Товарищества передвижных художественных выставок. Картины Богданова «За расчётом» и «Новичок» («В ученье») были приобретены Павлом Третьяковым.
Большую часть жизни Богданов прожил среди городской бедноты, в одиночку воспитывая сына, неподалёку от Марьиной Рощи, на упиравшейся в железнодорожные пути Переяславской улице.
Потрясшие страну в начале XX века революции и Гражданская война сказались на творчестве многих русских художников. Одни уезжали в эмиграцию, другие меняли не только свои взгляды, не только тематику своих произведений, но и творческий стиль. Богданов не покинул родину, но и не подверг коррекции свою живопись, сохранил традиционное реалистическое письмо. Характерный пример — картина «У костра». В 1920-е гг. он создает и жанровые полотна социально-демократической направленности, как бы продолжая свои дореволюционные «передвижнические» мотивы.
В 1929 году вступил в Объединение художников-реалистов. Скончался в 1932 году в Москве.
|                | Одни говорят, что в искусстве важно что писать, а другие — как писать. Выходит так, что тысячи лет писали люди и оставили нам прекрасные произведения, а не знали, что писать и как писать. Вот только сейчас это дело решается. И все под своё творчество теории да рецепты подводят, чтоб всё у них выходило по их выдумкам. Вот уж действительно: собрались родители и обсуждают, какое им наследство на свет производить — блондинов или брюнетов, инженеров или поэтов. А природа с ними не советуется, и нарождается дитё, каким оно по законам наследственности и другим причинам должно на свет появиться. Вот я, скажем, ношу во чреве своем некое новое произведение, и оно появится на свет именно таким, каким должно быть от моего организма, ума, чувства и всех условий, окружающих меня, — следовательно, и от тупика, где я пребываю. |
| И. П. Богданов | |

## Галерея работ

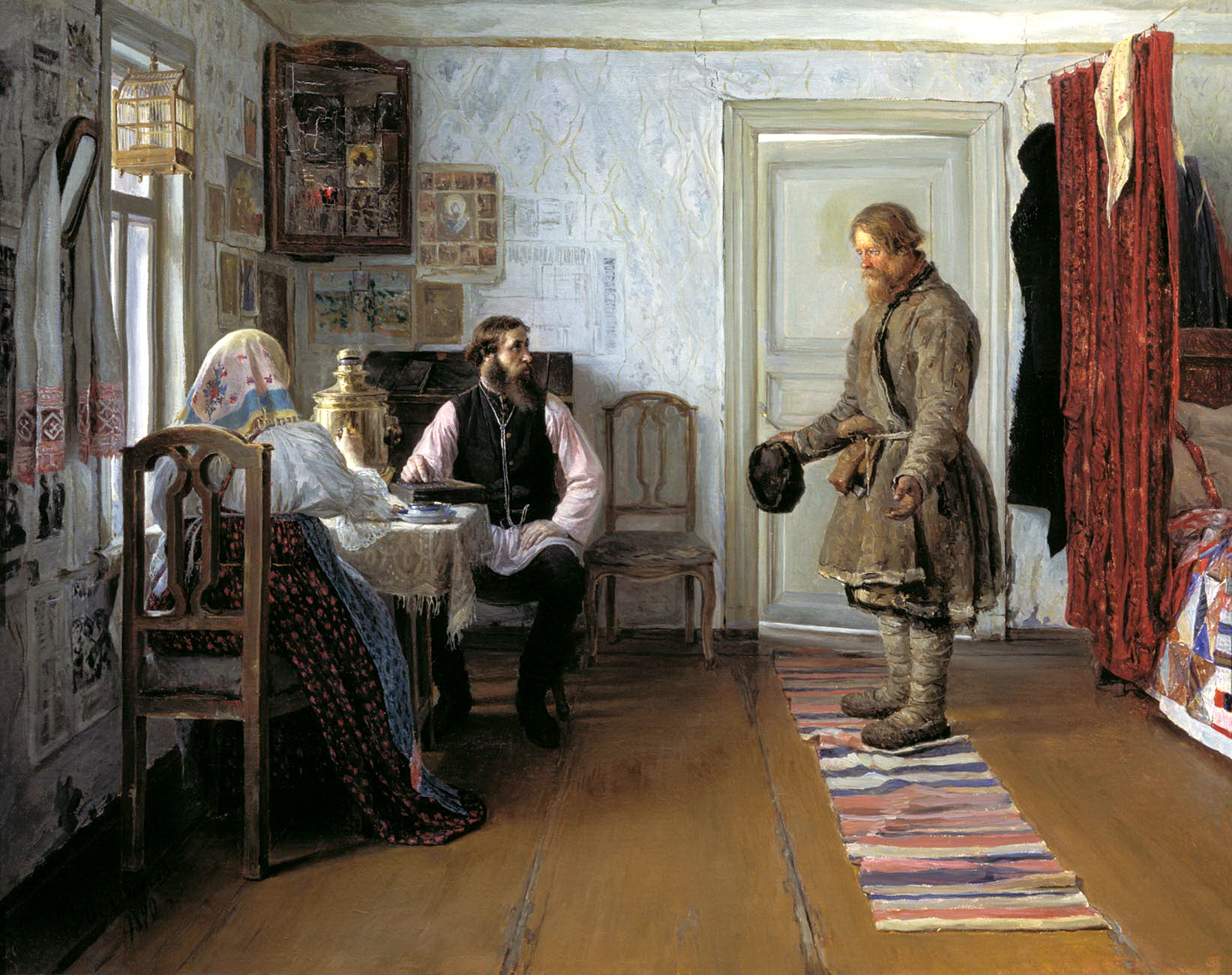
«За расчётом» 1890 год, холст, масло — Государственная Третьяковская галерея
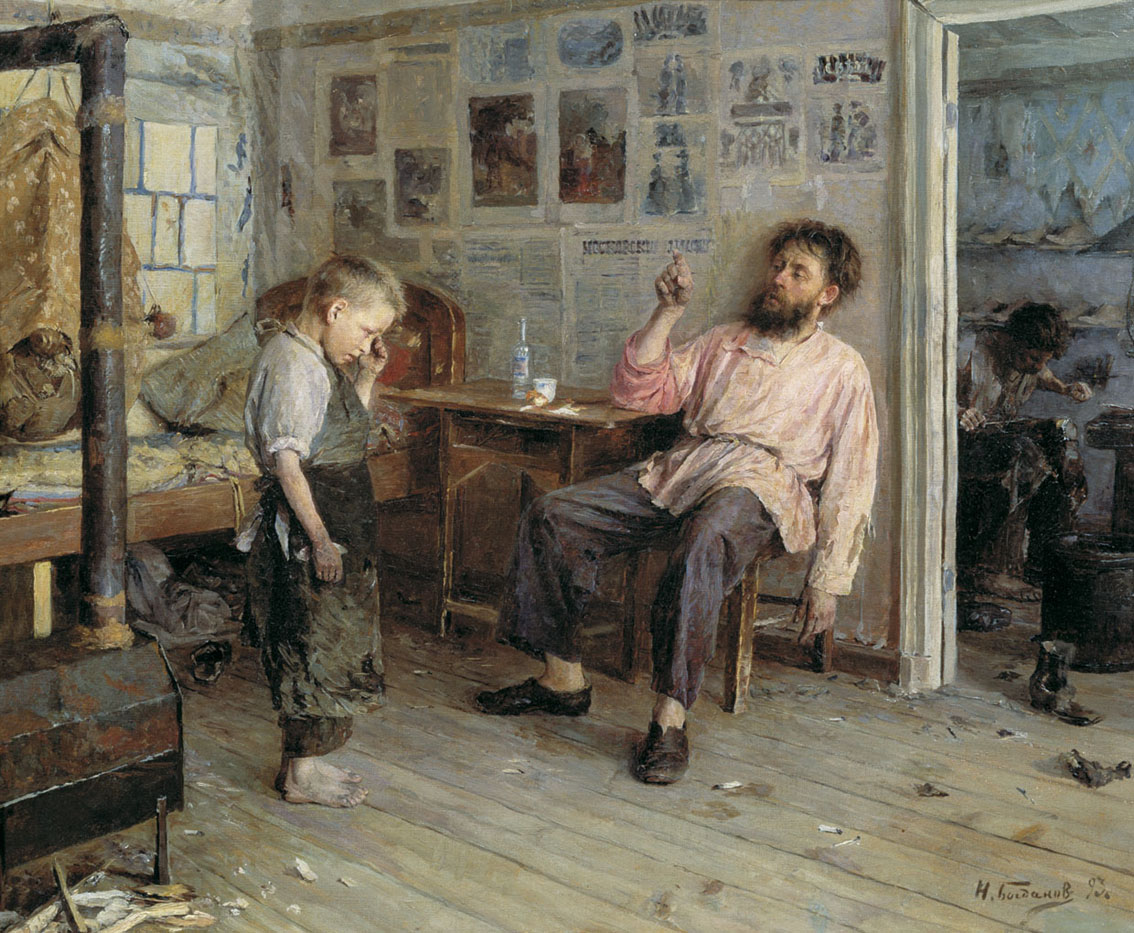
«Новичок» 1893 год, холст, масло — Государственная Третьяковская галерея